# 韋斯湖
58°06′N 25°45′E / 58.100°N 25.750°E
韋斯湖，是愛沙尼亞的湖泊，位於該國南部，由維爾揚迪縣負責管轄，面積4.8平方公里，海拔高度96米，平均水深1米，最大水深3.5米，該湖有梭魚、鯽魚、鱸魚、鰻魚等棲息。